# La chiave del cuore
La chiave del cuore (I Want to Marry Ryan Banks) è un film per la televisione del 2004 di Sheldon Larry, interpretato da Jason Priestley, Bradley Cooper ed Emma Caulfield. Nel 2012 il film è stato ripubblicato con il titolo "The Reality of Love"

## Trama
Ryan Banks, un giovane ragazzo fresco di diploma, conosce un'immediata popolarità partecipando ad un party hollywoodiano. Il ragazzo inizia così a farsi strada nello star system, assieme all'amico fraterno Todd Doherty che ne diventa l'agente. Dopo un decennio, la stella di Ryan è però in caduta: per rilanciare la carriera dell'amico, Todd mette quindi in piedi un reality show in cui Ryan dovrà scegliere la donna della sua vita. Tra le ragazze che si presentano allo show c'è Charlie, una bella libraia di cui Ryan s'innamora, ma che inizia a far battere il cuore anche a Todd.

## Distribuzione internazionale
- Stati Uniti: I Want to Marry Ryan Banks, 18 gennaio 2004
- Italia: La chiave del cuore, 11 ottobre 2005
- Argentina: Juego de amor, 6 settembre 2006